# دمیترو لیپوتسف
دمیترو لیپوتسف (اوکراینی: Дмитро Липовцев؛ زادهٔ ۱۰ اکتبر ۱۹۸۶) بازیکن بسکتبال اهل اوکراین است.
وی در مسابقات کشوری و بین‌المللی در مجموع برندهٔ ۳ مدال برنز شده‌است.